# باياو بونتارات
باياو بونتارات (بالتايلندية: พเยาว์ พูนธรัตน์)‏ (18 أكتوبر 1957 – 13 أغسطس 2006) هو ملاكم تايلاندي راحل، مثّل بلاده في الألعاب الأولمبية الصيفية 1976 وحقق الميدالية البرونزية في فئة وزن الذبابة الخفيف.

## روابط خارجية
باياو بونتارات على موقع بوكس ريك (الإنجليزية) (registration required)
- باياو بونتارات على موقع أوليمبيديا (الإنجليزية)